# A la vall d'Elah
A la vall d'Elah (títol original en anglès In the Valley of Elah) és una pel·lícula estatunidenca dirigida per Paul Haggis, estrenada el 2007 i doblada al català.
El títol de la pel·lícula es refereix a la vall on David va combatre Goliat.

## Argument
Mike Deerfield és assenyalat com a desertor després de la seva desaparició en el seu primer permís a la tornada d'Iraq. El seu pare, antic membre de la policia militar, es llança a la seva recerca, amb l'ajuda d'Emily Sanders, agent de policia de la jurisdicció de Nou Mèxic on Mike ha estat vist per l'última vegada. Enfrontats al silenci i a l'hostilitat creixent de les autoritats militars, Hank i Emily aprofundeixen la seva investigació, i comencen a dubtar de les afirmacions oficials que els són donades. Els indicis torbadors es fan cada vegada més nombrosos, i la veritat sobre l'estada a l'Iraq de Mike Deerfield acaba esclatant, sorprenent i pertorbadora.

## Repartiment
- Tommy Lee Jones: Hank Deerfield, ex-investigador de la polícia militar
- Charlize Theron: Detectiu Emily Sanders
- Jason Patric: Tinent Kirklander, de la polícia militar
- Susan Sarandon: Joan Deerfield, la dona de Hank
- James Franco: Sergent Dan Carnelli
- Barry Corbin: Arnold Bickman
- Josh Brolin: Chef Buchwald
- Frances Fisher: Evie, "Madame" (topless)
- Wes Chatham: Caporal Steve Penning
- Jake McLaughlin: Gordon Bonner
- Mehcad Brooks: Ennis Long
- Jonathan Tucker: Mike Deerfield, "doc", el fill de Hank i Joan
- Wayne Duvall: Detectiu Nugent
- Victor Wolf: Soldat Robert Ortiez
- Brent Briscoe: Detectiu Hodge

## Premis i nominacions

### Premis
- 2007: Premi SIGNIS a la Mostra de Venècia

### Nominacions
- 2007: Lleó d'Or a la Mostra de Venècia
- 2008: Oscar al millor actor per Tommy Lee Jones